# 青木千秋
青木 千秋（あおき ちあき、1964年9月7日 - ）は、日本の女性起業家。旧姓、俣野 千秋。株式会社CAFERINGの創業者であり、代表／クリエイティブ・ディレクター。一般社団法人日本ジュエリー協会（JJA）常任理事。
2024年秋よりデビューのジュエリーブランド「No.（ナンバードット）」代表取締役／クリエイティブ・ディレクター。

## 経歴[2][3]
1964年、大阪生まれ。
高校卒業後、OL生活を経て29歳でコンピュータのソフトウェア制作会社を起業。
自身の「これからも幸せな人生であり続けるためのひとつのスタイルとして、年齢を重ねていく中で、お気に入りのジュエリーを揃えていきたい」という目標から、35歳でジュエリー業界へ参入。1999年に大阪のオフィスビルの8階で7坪のジュエリーサロンをスタート。2001年、大阪心斎橋に路面店をオープン。
2002年に「CAFERING（カフェリング）」ブランドデビュー。（デビュー当初は「Cafe Ring」）。
2005年より、銀座に本店を構える。直営店以外に全国の宝飾店80店舗へ卸展開を行う。
新宿伊勢丹「ダイヤモンドキャンディー」のプロデュース、「フォーエバーマークダイヤモンド」ジュエリーのディレクション、VICTORのマスコット犬「ニッパー（Nipper）」生誕130周年を記念した限定リングなど、外部プロデュースを手掛ける。
ジュエリー業界の活性化に貢献したいという想いから、日本ジュエリー協会の常任理事として従事し、ジュエリーコーディネーター検定資格制度やJJAジュエリーデザインアワードなどに携わる。

## 書籍
- プラチナモチベーション（アーティストパブリッシャーズ）
- 夢をかなえるスケッチブック（ダイヤモンド社）

## メディア出演
- テレビ： 社長のお宅拝見　/　社長の晩ご飯　/　メビウスの瞳
- ラジオ：FM大阪「ピンクの法則」にてメインパーソナリティーを務める
- 雑誌・広告：STORY　/　HEARS　/　anan  /　美ストーリー　/　OurAge（花王宣伝モデル）